# تاريخ الكويت السياسي (كتاب)
تاريخ الكويت السياسي هو أول كتاب مخصص يؤرخ للتاريخ السياسي الكويت منذ نشأتها، بدأ حسين خلف الشيخ خزعل في تأليفه سنة 1932 وأتمه في 1970م. نشر لأول مرة عام 1962 عن دار ومكتبة الهلال.

## فكرة الكتاب
جاءت فكرة تأليف هذا الكتاب بعد تأسيس لجنة إعادة كتابة تاريخ الكويت في عام 1959 بأمر من الشيخ صباح الأحمد الصباح عندما كان رئيساً لدائرة المطبوعات والنشر بتأسيس لجنة تعنى بتوثيق تاريخ إمارة الكويت وتشكلت هذه اللجنة من الشيخ صباح الأحمد رئيساً وعبدالعزيز الصرعاوي سكرتيرا لها وبعضوية كلا من عبد الحميد الصانع ونصف اليوسف النصف وأحمد البشر ودرويش المقدادي ومحمد العتيبي وبدر خالد البدر وعقدت أولى جلساتها بتاريخ 28 ديسمبر 1959، اعتمدت فيها على الباحث الفلسطيني الدكتور أحمد مصطفى أبو حاكمة الذي كان يعمل في دائرة المعارف الكويتية خلال عامي 1953 و1958 وصاحب الكتاب «تاريخ الكويت الحديث» بدلًا من حسين خلف الذي كان يأمل بأن هذه اللجنة تسند مهمة كتابة التاريخ إليه.
يقول حسين خزعل عن فكرة تأليفه لتاريخ الکويت السياسي:
«ولما كانت الأمة العربية متجهة اليوم بأنظارها نحو الكويت هذا القطر الذي نهض نهضته السريعة وان الكثيرين منهم يشعرون بالحاجة الماسة لوقوفهم على معلومات كافية وافية عن هذا القطر العربي أكثر من أي زمن مضى وفي نفوس الجميع منهم رغبة ملحة لدرس تاريخه، لذلك فقد تعددت وكثرت عنه الكتابات ولكنها بالرغم من تعددها وكثرتها لا يوجد بينها حتى الآن كتاب واحد يصلح أن يكون تاريخاً ومرجعا ليشفي نهلة المتلهف ويروي ظمأ الصادي ويشبع رغبة الراغب بالوقوف على المعلومات التي تكون أمام قارئه كمرآة صافية وضاءة تهديه إلى أعمق الحوادث وأدقها ليستسقي منها ما يصبو إليه.
وقد تمثل أمامي هذا النقص جلياً واضحاً فدفعتني لذلك دوافع متعددة منها دافع الضمير ودافع النخوة القومية فأخذت على عاتقي الإقدام على تدوين حوادث تاريخ الكويت بالرغم من علمي بندرة المصادر ان لم أقل بعدمها والموجود منها لا يمكن الركون إليه  والاعتماد عليه إلا بعد الفحص والتدقيق والمقارنة والمطابقة ومع ذلك فقد عكفت على العمل وقضيت في هذا المضمار ردحاً من الزمن لتدوين الحقائق التاريخية المستقاة من أوثق المصادر التي لا يتسرب إليها الشك ولا تشوبها الريبة، فضلاً عن المعلومات الأخرى التي استقيتها من الرسائل والمكاتبات والأوراق الخصوصية .»

## عن الكتاب
قام حسين خزعل بجمع المعلومات التاريخية من الرواة حسبما أشار إليه في كتابه ومن الوثائق التاريخية القديمة المتعلقة بالكويت وجعل الوثائق والمراسلات التي تخص جده خزعل الكعبي النصيب الأكبر من التدوين والدراسة والتعليق في كتبه وقد قسم كتابه إلى قسمين وتضمن القسم الأول عشرة أجزاء:
- الجزء الأول تضمن تاريخ الكويت منذ النشأة إلى آخر عصر الشيخ محمد الصباح الحاكم السادس
- الجزء الثاني يختص بعصر الشيخ مبارك الصباح
- الجزء الثالث يختص بعصر الشيخ جابر المبارك
- الجزء الرابع يختص بعصر الشيخ سالم المبارك
- الجزء الخامس يختص بعصر الشيخ أحمد الجابر
- أما الأجزاء الخمسة الأخرى فهي تتضمن الأحداث المهمة التي جرت في عصر الشيخ أحمد الجابر وهي الكويت الجانب الاجتماعي ويبحث في نهضتها العلمية والأدبية والاجتماعية كما يتناول تراجم أشهر مشاهير علمائها وقضائها وشعرائها وأعيانها وتجارها وأرباب المال والأعمال وغيرها من الحوادث الاجتماعية المهمة الأخرى.

وتضمن القسم الثاني من كتابه تاريخ
- مؤتمر الكويت الثاني
- الحصار التجاري
- الإخوان وحركاتهم
- تاريخ النفط في الكويت
- المجلس التشريعي

### مشروع لم يكتمل
لم يُطبع من الكتاب إلا الأجزاء الخمسة الأولى وبقي الأمل بطباعة الأجزاء المتبقية على يد ابنه الدكتور حنظل المقيم في باريس عند وفاته إلا أنه صرف النظر عن ما بدأه والده ليموت هذا المشروع بوفاة صاحبه.

## أجزاء الكتاب
الأجزاء الخمسة المطبوعة

### الجزء الأول
- تاريخ الطبع: 10 فبراير 1962
- عدد الصفحات: 189
- تضمن تاريخ الكويت منذ النشأة إلى آخر عصر الشيخ محمد الصباح الحاكم السادس، يبدأ هذا المجلد سرد لمناطق الكويت وجغرافيتها وعشائرها، ثم ينتقل إلى آل صباح وتاريخ الكويت وأهلها في حكمهم. ثم ينتهي هذا الجزء بتولي مبارك الصباح الحكم

### الجزء الثاني
- تاريخ الطبع: 22 يوليو 1962
- عدد الصفحات: 351
- يختص بعصر الشيخ مبارك الصباح،

### الجزء الثالث
- تاريخ الطبع: أواخر 1962
- عدد الصفحات: 151
- يختص بعصر الشيخ جابر المبارك

### الجزء الرابع
- تاريخ الطبع: 14 يوليو 1965
- عدد الصفحات: 388
- يختص بعصر الشيخ سالم المبارك

### الجزء الخامس
- تاريخ الطبع: 10 يوليو 1970
- عدد الصفحات: 280
- يختص بعصر الشيخ أحمد الجابر

## منع الكويت من دخول الكتاب
بعد صدور الجزء الأول من تاريخ الكتاب السياسي في عام 1962 قامت وزارة الإعلام بصفتها المسؤولة على تراخيص الكتب والمطبوعات بدراسته من خلال لجان مختصة يتكون أعضاؤها من أساتذة وباحثين عارفين بشؤون تاريخ الكويت، والتي وجدت حسبها الكثير من الأخطاء التاريخية التي تتعلق بأحداث الماضي ابرزها اخبار وسير حكام الكويت، لذا فقد قررت وزارة الإعلام منع تداول هذا الكتاب وعدم السماح لبيعه في المكتبات الكويتية وذلك للصالح العام.
منع الكتاب لفترة طويلة من الزمن منذ صدوره عام 1962 من الدخول إلى الكويت، لأنه كانت له وجهة نظر مغايرة لا ترضى عنها السلطات آنذاك. وقد كتب عن ذلك الحاتم قائلًا «وقد لفت هذا المنع انظار الناس لهذا الكتاب وزاد من قيمته الادبية والمادية وكثر الطلب عليه في الداخل و الخارج وبيعت النسخة الواحدة منه بثمن يصعب تصديقه وتسربت معظم نسخ الكتاب إلى الكويت ان لم نقل جميعها».